# Nidorella spartioides
Nidorella spartioides là một loài thực vật có hoa trong họ Cúc. Loài này được (O.Hoffm.) Cronquist mô tả khoa học đầu tiên năm 1952.